# Purnia
Purnia (Hindi पूर्णियाँ; auch Purnea) ist eine Stadt im indischen Bundesstaat Bihar.
Purnia befindet sich in der nordindischen Ebene 40 km nördlich des Ganges. Sie bildet den Verwaltungssitz des gleichnamigen Distrikts. Purnia liegt 240 km östlich von Patna. Purnia ist eine Municipal Corporation (Nagar Nigam) mit 46 Wards. Beim Zensus 2011 betrug die Einwohnerzahl etwa 282.000.
Mehrere nationale Fernstraßen kreuzen sich in Purnia. Knapp 30 km südlich befindet sich mit Katihar die nächstgelegene größere Stadt.